# Janício Martins
Janício de Jesus Gomes Martins, meglio noto come Janício (Tarrafal, 30 novembre 1979), è un ex calciatore capoverdiano, di ruolo difensore.